# Tadanori Koshino
Tadanori Koshino (jap. 越野忠則, Koshino Tadanori; * 3. April 1966 in Shiranuka, Unterpräfektur Kushiro) ist ein ehemaliger japanischer Judoka. Er war 1992 Olympiadritter und 1991 Weltmeister im Extraleichtgewicht, der Gewichtsklasse bis 60 Kilogramm.

## Sportliche Karriere
Der 1,59 m große Tadanori Hoshino siegte 1988 bei den Asienmeisterschaften in Damaskus. Bei den Weltmeisterschaften 1989 in Belgrad erreichte er mit Siegen über den Italiener Marino Cattedra im Viertelfinale und über den Mongolen Dashgombyn Battulga im Halbfinale das Finale gegen Amiran Totikaschwili aus der Sowjetunion. Der Georgier gewann und Koshino erhielt die Silbermedaille. Im Jahr darauf gewann Koshino den Titel bei den Asienspielen durch einen Finalsieg über den Südkoreaner Kim Dong-min. Bei den Weltmeisterschaften 1991 in Barcelona gewann Koshino im Viertelfinale gegen den Spanier Carlos Sotillo und im Halbfinale gegen Nazim Hüseynov aus der Sowjetunion. Im Finale traf Koshino auf den Südkoreaner Yoon Hyun und gewann den Titel.
Ebenfalls in Barcelona fanden die Olympischen Sommerspiele 1992 statt. In seinem ersten Kampf bezwang Koshino den Ungarn József Wágner durch Ippon, auch seine Kämpfe gegen den Chinesen Chen Cailiang und im Viertelfinale gegen den Österreicher Manfred Hiptmair gewann Koshino vorzeitig. Im Halbfinale unterlag er Nazim Hüseynov durch Waza-Ari. Durch einen Ippon gegen den Franzosen Philippe Pradayrol sicherte sich Tadanori Koshino eine Bronzemedaille.